# Каширин, Юрий Алексеевич
Юрий Алексеевич Каширин (род. 20 января 1959) — советский велогонщик, чемпион олимпийских игр в Москве, двукратный чемпион мира (1981, 1983), многократный призёр чемпионатов мира (1974, 1979, 1982) в шоссейной командной гонки на 100 км. Победитель Milk Race (1979, 1982).

## Биография
Родился в селе Первое Сторожевое Лискинского района Воронежской области. До 1976 года жил в Нововоронеже. В 1980 году участвовал в олимпиаде в Москве и смог завоевать в команде с Олегом Логвиным, Сергеем Шелпаковым и Анатолием Яркиным золото, опередив команду ГДР на 1 мин. 21 сек. За это получил «Знак Почета» и звание заслуженного мастера спорта. В 1984 г. окончил Ростовский институт инженеров железнодорожного транспорта, а в 1989 — Российский государственный университет физической культуры и туризма. С 1984 года по 1993-й работал тренером в Москве, с 1993 года — в Канаде.